# Witkoptimalia
De witkoptimalia (Gampsorhynchus rufulus) is een zangvogel uit de familie Pellorneidae.

## Verspreiding en leefgebied
Deze soort komt voor van de oostelijke Himalaya tot centraal Myanmar en zuidwestelijk China.

## Status
De grootte van de populatie is niet gekwantificeerd maar de soort wordt omschreven als schaars tot algemeen. Op de Rode lijst van de IUCN heeft deze soort de status niet bedreigd.

## Externe link

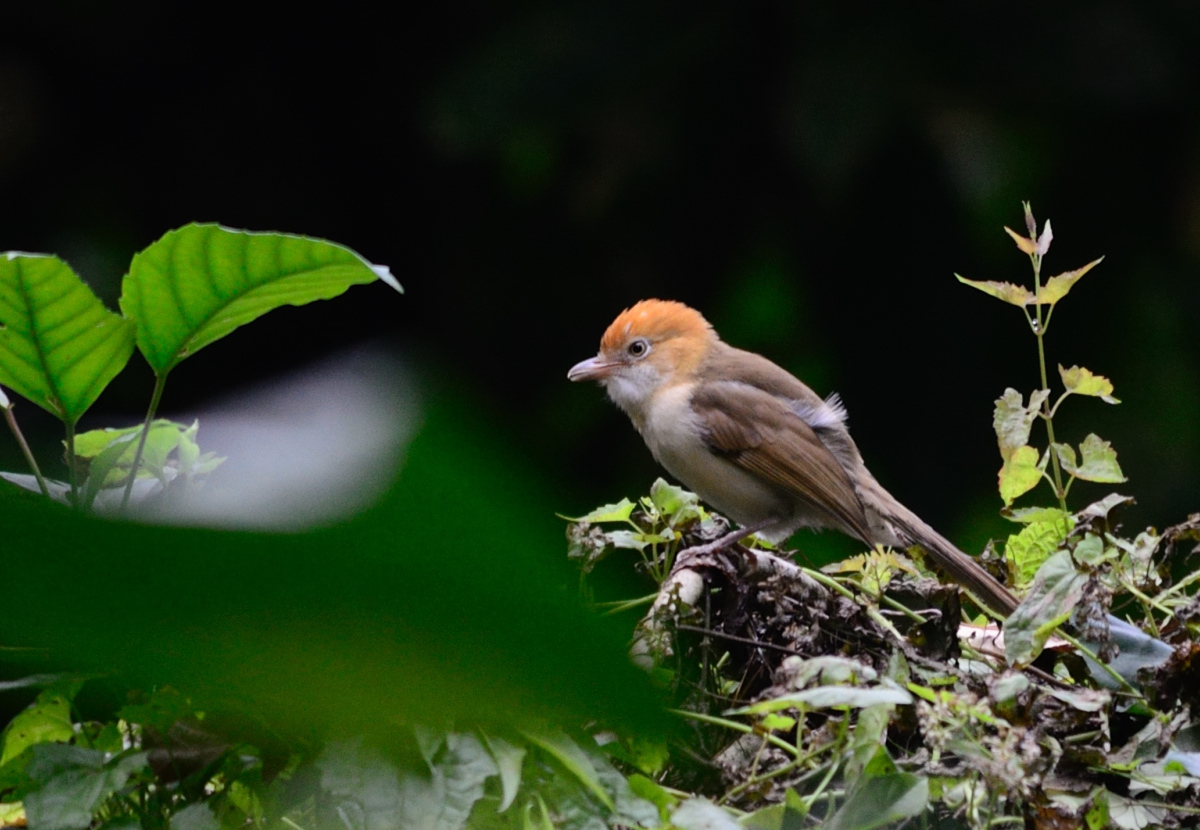
een jonge vogel